# Kenner Gutiérrez
Kenner Gutiérrez Cerdas (sinh ngày 9 tháng 6 năm 1989) là một cầu thủ bóng đá người Costa Rica thi đấu cho Alajuelense và đội tuyển quốc gia Costa Rica.
Anh thi đấu cho Costa Rica tại Cúp bóng đá Trung Mỹ 2017 và Cúp Vàng CONCACAF 2017.